# Самоубийство Ронни Макнатта
Ро́нальд Мерл «Ро́нни» Макна́тт (англ. Ronald Merle «Ronnie» McNutt; 23 мая 1987, Элкорн, Миссисипи — 31 августа 2020, Нью-Олбани, Миссисипи) — американец, совершивший самоубийство, выстрелив себе в подбородок из однозарядной винтовки в прямом эфире Facebook 31 августа 2020 года, момент из которого стал вирусным в социальных сетях.
Дело стало обсуждаемо в сети, как из-за отношения пользователей к смерти Макнатта, так и из-за медленной реакции Facebook на видео, которое было распространено на многих других платформах и набрало большое количество просмотров, прежде, чем было удалено.
TikTok также медленно реагировал на видео, которое появлялось во многих пользовательских каналах и постоянно загружалось повторно, что привело к тому, что многие пользователи начали бойкотировать платформу. Этот случай повысил осведомленность как о предотвращении суицида, так и о том, что платформы социальных сетей обязаны защищать пользователей и репутацию жертв в Интернете, когда речь идет о суицидальном и опасном контенте.

## Личная жизнь
Рональд Мерл Макнатт (23 мая 1987 — 31 августа 2020) житель Нью-Олбани, штат Миссисипи, служил в резерве армии США, в том числе воевал в Ираке. Макнатт работал на заводе Toyota. Известно, что он страдал от множества проблем с психическим здоровьем, таких как депрессия, а также посттравматическое стрессовое расстройство (ПТСР), последнее из которых было прямым следствием его участия в войне в Ираке в 2007 и 2008 годах. Он также переживал недавний разрыв отношений со своей девушкой; в некоторых СМИ говорилось, что он потерял работу во время пандемии COVID-19, хотя Rolling Stone оспаривает это. Макнатт был христианином и регулярно посещал церковь.

## Суицид
31 августа 2020 года Макнатт начал прямую трансляцию в Facebook. Его лучший друг, Джошуа Стин, помог включить стрим. Сначала он не видел странностей, поскольку Макнатт в прошлом регулярно проводил прямые трансляции, но встревожился, когда понял, что Макнатт находится в состоянии алкогольного опьянения и держит в руках однозарядную винтовку. Стин пытался вмешаться много раз, особенно когда Макнатт дал осечку из винтовки, надеясь, что Facebook прервет трансляцию, пока Стин добивался вмешательства полиции. Facebook отказался прерывать трансляцию, заявив, что трансляция не нарушает правил платформы.
По мере того, как трансляция продолжалась, на телефон Макнатта звонили. Последний звонок, который он получил, был от его бывшей девушки, на звонок которой он ответил, что привело к короткой ссоре между ними. После разговора девушка закончила звонок с Макнаттом, и в ответ он взял винтовку и в последний раз обратился к аудитории, сказав: «Эй, ребята, я думаю, на этом все», прежде чем приставить винтовку к подбородку и застрелился.
Почти сразу после этого зазвонил телефон, который он оставил на столе. Собака, принадлежащая другу Макнатта, забрела в кадр вскоре после выстрела. На тот момент трансляция просматривалась несколькими пользователями.
Полицейское управление Нью-Олбани прибыло на место происшествия во время прямой трансляции, но они не входили в квартиру Макнатта до тех пор, пока не услышали выстрел. Его телефон все ещё звонил, пока офицеры осматривали место происшествия. Начальник полиции Крис Робертсон сообщил, что его офицеры обезопасили периметр и эвакуировали близлежащих жителей, прежде чем безуспешно попытались связаться с Макнаттом по громкой связи.
Позже последнее сообщение Ронни Макнатта было обнаружено на Facebook, в котором говорилось: «Кто-то в вашей жизни должен услышать, что они имеют значение. Что их любят. Что у них есть будущее. Станьте тем, кто скажет им это».
Через два дня после самоубийства Макнатт был похоронен на кладбище церкви Христа в Сноудауне в округе Прентисс, штат Миссисипи.

### Распространение
Видео самоубийства Макнатта было загружено пользователями через социальные сети, такие как Facebook, YouTube, TikTok и Instagram, часто в виде короткого видеоклипа, который появляется в лентах ничего не подозревающих пользователей.
Согласно Heavy, Facebook также сначала отказался предотвратить распространение записанного видео осечки и самоубийства Макнатта, но позже согласился удалить видео со своей платформы. Макнатт не выражал намерений относительно распространения ролика. Варианты видео появились на странице TikTok «Для вас», чтобы пользователи могли прокручивать его без предупреждения, поскольку самоубийство автоматически воспроизводилось с явным намерением напугать или расстроить зрителей в качестве формы троллинга. Хэштег #ronniemcnutt набрал 15,6 млн просмотров на TikTok в первые дни после самоубийства.
Хотя платформы работали над удалением видео, новые его загрузки появлялись из отдельных учётных записей, а ссылки на видео также начали появляться в криминальных сообществах Reddit. Когда TikTok перехватывал видео с помощью своих алгоритмов, пользователи публикующие запись избежали обнаружения, поместив видео после изображений не относящегося к происшествию, безобидного контента.

### Общественная реакция
Инцидент сравнивали с заснятыми на видео самоубийствами телеведущей Кристин Чаббак и политика Роберта Бадда Дуайера. Большая часть ответов в Интернете была связана с симпатией к Макнатту, когда пользователи использовали этот случай как возможность обсудить психическое здоровье и предотвращение самоубийств, а также обеспокоенность по поводу распространённости видео в Интернете. Некоторые пользователи TikTok объявили бойкот платформе до тех пор, пока видео о самоубийстве не было полностью удалено, в то время как другие пользователи начали публиковать молитвы и послания в память о Макнатте в разделах комментариев к загруженным видео.
Многие родители сообщили, что их дети были очень расстроены после просмотра видео: одной девочке стало физически плохо, и ей нужно было спать при включенном свете. Другая родительница утверждала, что опасается, что у её детей, случайно обнаруживших видео в TikTok, может быть посттравматическое стрессовое расстройство. Институт мам распространил дополнительные предупреждения для родителей о, казалось бы, безобидном видеоконтенте, скрывающем видео Макнатта, заявив: «Тревожно, что есть также сообщения о том, что видео зажато посреди милых и забавных видеороликов о кошках, которые начинаются с удобных для просмотра кадров до быстро сменяется тревожным самоубийством». Затем премьер-министр Австралии Скотт Моррисон назвал видео тем, чему «ни один ребёнок не должен подвергаться», в то время как эксперт по кибербезопасности Сьюзан Маклин публично рекомендовала родителям запрещать несовершеннолетним детям доступ к приложению TikTok до тех пор, пока видео не будет полностью удалено.

### Обязанность
Это дело вызвало споры о том, какую юридическую ответственность несут интернет-платформы, которые не могут оперативно удалить графические и тревожные кадры из публичного доступа, при этом вину обычно возлагают на Facebook за то, что он не прервал прямую трансляцию во время самой первоначальной попытки самоубийства. Джошуа Стин несколько раз звонил в Facebook и вызывал полицию, но ни один из них не остановил трансляцию до того, как Макнатт уже покончил жизнь самоубийством. Стин заявил: «Если какая-то женщина опубликует фото топлесс, их программное обеспечение обнаружит это, удалит его и заблокирует её учётную запись. Это, по-видимому, более оскорбительно, чем самоубийство моего друга». Две платформы утверждали, что "тёмная сеть" несёт ответственность за продолжающееся распространение видео.
TikTok опубликовал публичное заявление, в котором говорится: «Наши системы автоматически обнаруживают и помечают эти клипы как нарушающие нашу политику в отношении контента, который демонстрирует, восхваляет, прославляет или пропагандирует самоубийство. Мы благодарны членам нашего сообщества, которые сообщают о контенте и предостерегают других от просмотра, использования или распространения таких видео на любой платформе из уважения к человеку и его семье». Facebook также публично заявил: "Мы удалили исходное видео из Facebook в прошлом месяце, в день его трансляции, и с тех пор использовали технологию автоматизации для удаления копий и загрузок. Наши мысли остаются с семьей и друзьями Ронни в это трудное время.